# Vitor Reis
Vitor Reis, né le 12 janvier 2006 à São José dos Campos, est un footballeur brésilien qui va évoluer au poste de défenseur central au Girona FC, en prêt de Manchester City.

## Biographie

### Carrière en club
Né à São José dos Campos, Vitor Reis rejoint en 2016 le centre de formation du SE Palmeiras, où il s'illustre en équipe de jeunes, avant de signer son premier contrat professionnel en novembre 2022,.
Le 21 janvier 2025, il rejoint Manchester City où il s'engage jusqu'en 2029. Le transfert est estimé à 35 millions d'euros.

### Carrière en sélection
Vitor Reis est appelé pour la première fois en équipe du Brésil des moins de 17 ans en janvier 2023, pour une session d'entrainements.
En mars 2023 il est sélectionné avec les moins de 17 ans pour le Championnat continental qui a lieu à la fin du mois en Équateur. Il est capitaine et défenseur central titulaire pendant la compétition. Le Brésil remporte la compétition après s'être imposé 3-2 contre l'Argentine lors de la dernière journée de la phase finale, glanant ainsi son 13e titre dans la catégorie,,,.

## Palmarès
| Brésil -17 ans - Championnat sud-américain - Champion en 2023 (en) |

## Statistiques
| Saison                | Club                  | Championnat           | Championnat | Championnat | Championnat | Coupe nationale | Coupe nationale | Coupe nationale | Coupe de la Ligue | Coupe de la Ligue | Coupe de la Ligue | Supercoupe | Supercoupe | Supercoupe | Compétition(s) continentale(s) | Compétition(s) continentale(s) | Compétition(s) continentale(s) | Compétition(s) continentale(s) | Ligue régionale | Ligue régionale | Ligue régionale | Coupe du monde des clubs | Coupe du monde des clubs | Coupe du monde des clubs | Total | Total | Total |
| Saison                | Club                  | Division              | M.          | B.          | P.d.        | M.              | B.              | P.d.            | M.                | B.                | P.d.              | M.         | B.         | P.d.       | Comp.                          | M.                             | B.                             | P.d.                           | M.              | B.              | P.d.            | M.                       | B.                       | P.d.                     | M.    | B.    | P.d.  |
| 2024                  | Palmeiras             | Série A               | 18          | 1           | 0           | 2               | 1               | 0               | -                 | -                 | -                 | -          | -          | -          | CL                             | 2                              | 0                              | 0                              | -               | -               | -               | -                        | -                        | -                        | 22    | 2     | 0     |
| 2024-2025             | Manchester City       | Premier League        | 1           | 0           | 0           | 2               | 0               | 0               | -                 | -                 | -                 | -          | -          | -          | C1                             | 0                              | 0                              | 0                              | -               | -               | -               | 1                        | 0                        | 0                        | 4     | 0     | 0     |
| Total sur la carrière | Total sur la carrière | Total sur la carrière | 19          | 1           | 0           | 4               | 1               | 0               | -                 | -                 | -                 | -          | -          | -          | -                              | 2                              | 0                              | 0                              | -               | -               | -               | 1                        | 0                        | 0                        | 26    | 2     | 0     |